# Вама Сеака (Алба)
Вама Сеака (рум. Vama Seacă) насеље је у Румунији у округу Алба у општини Хопарта. Oпштина се налази на надморској висини од 303 m.

## Становништво
Према подацима из 2002. године у насељу је живело 234 становника.

### Попис2002.
| Расподела становништва по националности 2002.‍ | Расподела становништва по националности 2002.‍ | Расподела становништва по националности 2002.‍ | Расподела становништва по националности 2002.‍ | Расподела становништва по националности 2002.‍ |
| --------------------------------------------- | --------------------------------------------- | --------------------------------------------- | --------------------------------------------- | --------------------------------------------- |
|                                               |                                               |                                               |                                               |                                               |
| Румуни                                        | Румуни                                        |                                               | 227                                           | 97,0%                                         |
| Мађари                                        | Мађари                                        |                                               | 7                                             | 3,0%                                          |